# آسترید اسلایند
آسترید اسلایند (انگلیسی: Astrid Øyre Slind؛ زادهٔ ۱۹ فوریهٔ ۱۹۸۸) اسکی‌باز صحرانوردی اهل نروژ است.